# Parco naturale regionale della Camargue
Il Parco naturale regionale della Camargue è un'area naturale protetta situata sul delta del Rodano, nel sud della Francia.

## Un sito d'importanza europea
La Camargue è un sito maggiore, d'importanza europea e nazionale, per gli uccelli locali e migratori. Dagli anni 2000-2005 è divenuto il primo sito francese di svernamento di volatili con una presenza calcolata in 122 000 uccelli, davanti al bacino di Arcachon che ne accoglie circa 105 000. La Camargue è inoltre nota per accogliere il fenicottero rosa.
È per questo motivo che il territorio della Camargue è oggetto di misure di protezione e di impegni internazionali:
- Nel 1928 venne creata la riserva zoologica e botanica e il decreto ministeriale del 24 aprile 1975 la classificò come Riserva Naturale Nazionale della Camargue. Il sito è gestito dalla Società nazionale di protezione della natura. L'area protetta, soprattutto quella dell'Étang de Vaccarès, comprende: 13,117 ettari. Questa è una delle più grandi zone umide di riserva d'Europa. Il suo habitat comprende 276 specie di uccelli, di cui 258 di interesse storico.
- Una parte del territorio è protetta dalle direttive sugli uccelli e sull'habitat, che qui si traducono in zone di protezione speciali (ZPS) e in zone speciali di conservazione (ZSC), raccolte all'interno della rete Natura 2000.
- Inoltre, 193 000 ettari sono classificati riserva della biosfera nel quadro del Programma MAB dell'UNESCO[5].
- Infine, 114 000 ettari della Camargue costiera e dell'Île de Camargue (parte centrale del parco) sono sulla lista delle zone umide di importanza internazionale della convenzione di Ramsar[6].